# Кріс Кавано (плавець)
Кріс Кавано (англ. Chris Cavanaugh, 1 липня 1962) — американський плавець.
Олімпійський чемпіон 1984 року.
Чемпіон світу з водних видів спорту 1982 року.
Переможець Панамериканських ігор 1983 року.